# Adir Cid Rodrigues
Adir Cid Rodrigues, mais conhecido como Didi (Santos, 27 de agosto de 1950), é um ex-futebolista brasileiro, que atuava como volante. Atualmente, exerce o cargo de observador-técnico, no Toluca do México.
Pelo Fluminense disputou 144 jogos entre o final de 1969 e o início de 1973, com 69 vitórias, 46 empates e 29 derrotas, fazendo 3 gols.

## Principais títulos

### Como jogador
Fluminense
- Campeonato Brasileiro: 1970
- Campeonato : 1969 e 1971
- Taça Guanabara: 1969 e 1971
- Torneio José Macedo Aguiar: 1971
- Taça Associación de La Prensa  (Esporte Clube Bahia-BA versus Fluminense): 1969
- Taça João Durval Carneiro (Fluminense de Feira-BA versus Fluminense): 1969
- Taça Francisco Bueno Netto (Fluminense versus Palmeiras 2ª edição): 1969
- Troféu Fadel Fadel - (Fla-Flu): 1969
- Troféu Brahma Esporte Clube: 1969
- Troféu Independência do Brasil - (Fla-Flu): 1970
- Taça Francisco Bueno Netto (Fluminense versus Palmeiras 3ª edição): 1970
- Taça ABRP-Associação Brasileira de Relações Públicas 1950-1970 (Fluminense versus Vasco): 1970
- Taça Globo (Fluminense versus Clube Atlético Mineiro): 1970